# 와룡동 (서울)
와룡동(臥龍洞)은 서울특별시 종로구에 있는 법정동으로, 행정동인 종로1·2·3·4가동아래에 있다. 대부분이 창덕궁, 창경궁, 종묘 북쪽 일부를 관할한다.

## 지명 유래
와룡동이라는 이름은 일제가 원래의 지명과는 전혀 관계 없이 만들어 냈다. 일제가 여러 동들을 합치면서 조선 국민의 반감을 줄이고자, 관할 구역의 창덕궁에 기거하는 임금을 용에 비유하고 동의 높낮이가 북쪽이 높고 남쪽이 낮은 것이 누워있는 사람 같다는 데에 착안해 붙인 이름이다. 1914년 이후 이러한 동명이 생기면서, 창덕궁 북쪽의 봉우리인 응봉(鷹峰)을 와룡봉이나 와룡산으로 부르게도 되었다.

## 연혁
- 1914년 : 누동(樓洞), 니동(泥洞), 마전동(麻田洞), 수문동(水門洞), 승문동(承文洞) 각 일부를 와룡동(臥龍洞)으로 통합
- 1936년 4월 : 와룡정(臥龍町)으로 변경
- 1943년 6월 : 신설된 종로구에 배속
- 1946년 10월 1일 : 와룡동으로 변경